# Palau Soranzo
El Palau Soranzo és un edifici històric de Venècia, al barri de San Polo. Format per un complex de dos edificis adjacents, té vistes al Campo San Polo.

## Història
El palau va ser encarregat al segle XIV per la família Soranzo, una família noble que també va donar un dux a la República de Venècia, Giovanni Soranzo, i setze procuradors de Sant Marc. Va ser Giovanni Soranzo qui va acollir Dante Alighieri en aquesta residència mentre actuava com a ambaixador de la família Da Polenta, senyors de Ravenna. Aquest edifici era només la meitat de l'actual, ampliat posteriorment al segle XV i després pintat amb frescos exteriorment al segle XVI per Giorgione, de l'obra del qual no en queda res. La façana principal, segons la tradició veneciana, donava a un canal, que va ser omplert el 1761, integrant així el palau al Campo San Polo.
De 1987 a 2002 va ser la seu del Seminari Xinès del Departament d'Estudis Indològics i de l'Extrem Orient de la Universitat Ca' Foscari, amb la biblioteca associada. Avui, després d'haver acollit totes les generacions de la família, el palau encara pertany als descendents de la família Soranzo.

## Descripció
L'edifici està format per l'antic Palau Soranzo, l'edifici de l'esquerra, i el nou Palau Soranzo, el de la dreta, tots dos en tres nivells més l'entresol de les golfes. Els dos components del complex, ambdós expressions de l'arquitectura gòtica veneciana, apareixen units i recoberts amb el mateix guix, per formar un sol edifici; tanmateix, observant les característiques de l'obertura de la finestra, és evident que l'edifici de la dreta és posterior, un exemple d'un estil gòtic posterior.
El palau antic té dos portals asimètrics i no gòtics, probablement d'un període anterior a les obertures de les dues plantes principals, que es caracteritzen per dos quadrifores superposats simètricament, inserits en marcs de marbre elegantment decorats amb pàteres amb motius simètrics, faunístics i mitològics. El nou palau, a més de tenir un sol portal, que tampoc és simètric ni gòtic (emmarcat juntament amb una petita finestra de lluneta), té un patró d'obertures diferent a les dues plantes principals: la primera compta amb una finestra polifora de vuit forats decorada amb marbre fi, mentre que la segona té una finestra de quatre forats que recorda les del palau antic.